# Psittacula echo
Psittacula echo là một loài chim trong họ Psittacidae.